# Iglesia de San Juan Bautista (Navarrete)
La iglesia de San Juan Bautista es un edificio situado en el concejo español de Navarrete, en la provincia de Álava.

## Descripción
El edificio se encuentra en el concejo español de Navarrete, del municipio de Bernedo, perteneciente a la provincia de Álava, en la comunidad autónoma del País Vasco. Se menciona como iglesia parroquial del lugar en el duodécimo volumen del Diccionario geográfico-estadístico-histórico de España y sus posesiones de Ultramar de Pascual Madoz, donde aparece descrita con las siguientes palabras: «igl. parr. (San Fabian y San Sebastian, y su patrono San Juan Bautista) aneja de Bernedo, y servida por un beneficiado de su cabildo». En el tomo de la Geografía general del País Vasco-Navarro dedicado a Álava y escrito por Vicente Vera y López, se dice lo siguiente: «La parroquia, dedicada á San Juan, es de categoría rural de segunda clase, perteneciente al arciprestazgo de Campezo».